# Stazione di Osteria Nuova
Stazione di Osteria Nuova vasútállomás Olaszországban, Sala Bolognese településen.

## Vasútvonalak
Az állomást az alábbi vasútvonalak érintik:
- Verona–Bologna-vasútvonal

## Kapcsolódó állomások
A vasútállomáshoz az alábbi állomások vannak a legközelebb:
- Stazione di San Giovanni in Persiceto
- Calderara-Bargellino railway halt